# Minoru Kobata
Minoru Kobata (* 24. listopad 1946) je bývalý japonský fotbalista.

## Klubová kariéra
Hrával za Hitachi.

## Reprezentační kariéra
Minoru Kobata odehrál za japonský národní tým v letech 1970-1973 celkem 13 reprezentačních utkání.

## Statistiky
| Japonsko | Japonsko | Japonsko |
| Roky     | Záp.     | Góly     |
| -------- | -------- | -------- |
| 1970     | 11       | 0        |
| 1971     | 0        | 0        |
| 1972     | 0        | 0        |
| 1973     | 2        | 0        |
| Celkem   | 13       | 0        |